# Carlota Pérez
Pour les articles homonymes, voir Pérez.
Carlota Pérez, née le 20 septembre 1939 à Caracas, est une économiste vénézuélienne spécialisée en technologie et en développement économique et social.
Ses recherches portent sur le concept de paradigme techno-économique et la théorie des grandes vagues de développement, une prolongations des travaux de Joseph Schumpeter sur les cycles de Kondratieff. 

## Carrière
Pérez occupe divers postes dans la fonction publique du Venezuela, d'abord à l'Institut du commerce extérieur sur les aspects technologiques du dialogue Nord-Sud (1975–1977) puis comme directeur de la technologie au  Ministère de la politique industrielle et des affaires économiques (1980-1983).
Ensuite, elle est consultante, entre autres pour INTEVEP, la division de recherche de PDVSA la compagnie pétrolière nationale du Venezuela. 
En 2003–2005, elle est chercheuse sénior en visite au Centre d'analyse et de politique financière (CFAP) de la Judge Business School de l'université de Cambridge dont elle reste chercheuse associée.
Depuis 2006, Carlota Perez est professeur de technologie et développement socio-économique à l'université de technologie de Tallinn.
Depuis 2013, elle est aussi professeur à la London School of Economics.
En tant que consultant international elle a travaillé, entre autres, pour l'OCDE, la CNUCED, l'UNESCO, l'ONUDI, le PNUD et la Banque mondiale, ainsi que pour les gouvernements, les banques de développement du Chili, du Pérou, de l'Équateur, de l'Uruguay, de l'Argentine, de la Colombie, de la République dominicaine, du Brésil, du Canada, de la Norvège et de l'Estonie.
 
Certains éléments de la stratégie de Lisbonne de l'UE sont basés sur ses travaux. 

## Théorie
Carlota Pérez est une néo-Schumpeterienne, ancienne étudiante de Christopher Freeman avec qui elle a étroitement collaboré.
Depuis le début des années 1980, ses articles ont contribué à la compréhension actuelle des relations entre l'innovation élémentaire, les changements techniques et institutionnels, et le développement économique. 
Son ouvrage Technological Revolutions and Financial Capital a été très bien accueilli par les communautés académiques, financières et des affaires basées sur les technologies.
En 2000, Carlota Pérez co-fonde The Other Canon Foundation, un centre et un réseau pour la recherche hétérodoxe en économie avec entre-autres Erik Reinert

## Prix et récompenses
- Prix Kondratiev, 2012